# 劉維熾
劉 維熾（りゅう いし）は、中華民国の政治家。中国国民党（国民政府）に属す。字は季生。

## 事跡
青年時代にアメリカに留学し、帰国後は広東省電話局局長に就任した。1926年（民国15年）10月、広州市財政局局長に就任し、翌年10月、国民政府財政部塩務署署長に起用された。1929年（民国18年）5月、鉄道部参事兼平漢鉄路管理局局長となり、12月、鉄道部業務司司長に昇進している。
1932年（民国21年）1月、劉維熾は実業部常務次長に昇進し（1934年11月に同部政務次長）、1935年（民国24年）11月、中国国民党第5期中央執行委員会委員に当選した（1945年5月の第6期でも再選）。翌1936年（民国25年）7月、広東省政府建設庁庁長に異動している。1941年（民国30年）4月、国民党中央党部海外部部長に転じた。
戦後の1946年（民国35年）11月に制憲国民大会代表に当選し、翌年4月に行政院政務委員兼僑務委員会委員長となる。1948年（民国37年）3月の行憲国民大会でも代表に当選し、同年12月、工商部部長に起用されている。しかし翌1949年（民国38年）3月に劉は早くも辞任し（この際に工商部は経済部に再び改称される）、国共内戦で国民党が敗退すると台湾に逃れた。
1955年（民国44年）5月11日、死去。享年64。